# لمبالا

موقع لـِـمبالا.

شعار لـِـمبالا.

لـِـمبالا (بالفنلندية: Lempäälä) مدينة فنلندية، تقع في إقليم بيركنما. يبلغ عدد قاطنيها 20.800 ساكن، ويغطي نطاقها البلدي مساحة قدرها 307,07 كم² منها 37,51 كم² ماء. وتبلغ الكثافة السكانية 77,16 نسمة/كم².

## توأمة
للمبالا اتفاقيات توأمة مع كل من:
- Tapolca [الإنجليزية]‏
- Ulricehamn [الإنجليزية]‏
- أوفرئ إيكر
- Kerteminde [الإنجليزية]‏
- بلدية أبلاندس-برو
- كاستليوني دل لاغو

## أعلام
- إلكا هانسكي

## وصلات خارجية
- بلدية لـِـمبالا – الموقع الرسمي